# 奇美博物館
座標: 北緯22度56分05秒 東経120度13分34秒 / 北緯22.934752度 東経120.226059度

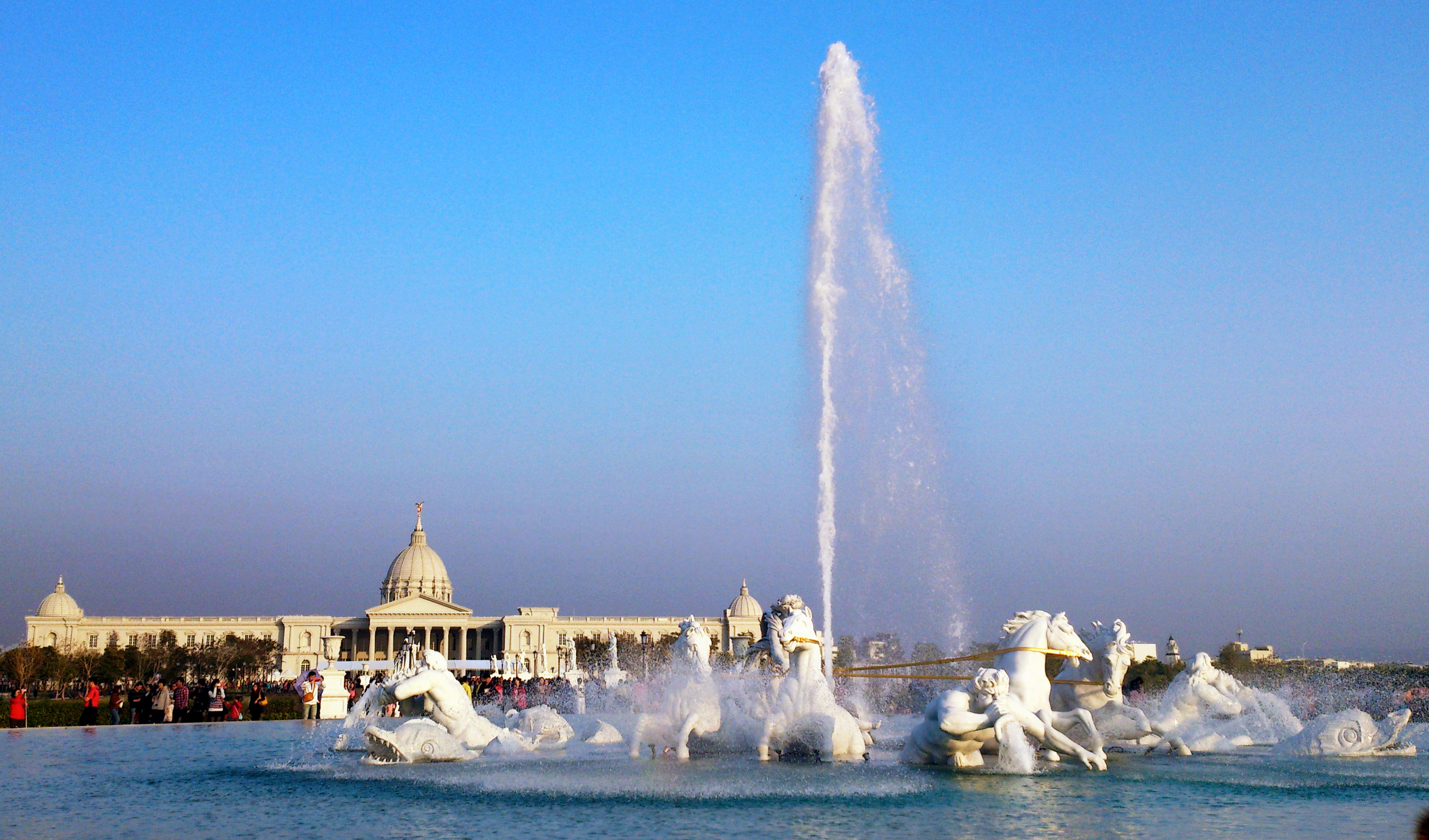
アポロン噴水広場

奇美博物館（きびはくぶつかん）は、台湾台南市仁徳区にある博物館、美術館。私立博物館としては台湾で最大の規模を持つ。現在の新館は2015年1月1日に開館した。

## 概要
奇美実業の創業者である許文龍が設立した。西洋の美術、楽器、兵器および自然史の4大分野の作品を収蔵している。楽器分野では、世界最多のヴァイオリンコレクションがあり、世界の著名なヴァイオリン職人の名作も収蔵している。美術分野では、台湾で最大級の西洋絵画と彫刻のコレクションがあり、西洋芸術史の基礎を概観できるようにすることを目標としている。兵器分野では、アジアで最大級の各国の古代兵器コレクションがあり、科学技術の進歩を紹介している。自然史分野では、五大陸の哺乳類と鳥類を対象としたアジア最大規模の動物標本を収蔵している。
奇美博物館は1992年に奇美実業ビルの5階から8階で開業し、無料で公開された。個人や団体は事前予約ができた。奇美実業ビルの本館は2013年5月に閉館し、展示物は台南都会公園の新館に移転された。新館の建設工事は2008年12月に着工し、15億新台湾ドルを投じ建設された。敷地面積は9.5ヘクタールで、2012年5月17日に台南市政府に寄贈され、2015年1月1日に開館した。

## 創立者
許文龍は幼いころに台南州立教育博物館を頻繁に訪れ、博物館を開くことを将来の夢にしていた。奇美実業を創業したあと、大企業家となった彼は芸術や音楽にも関心を持つようになった。1000本以上にのぼるヴァイオリンのコレクションをはじめ、美術品の収集分野は徐々に拡大し、博物館を開ける規模にまでなった。

## 歴史

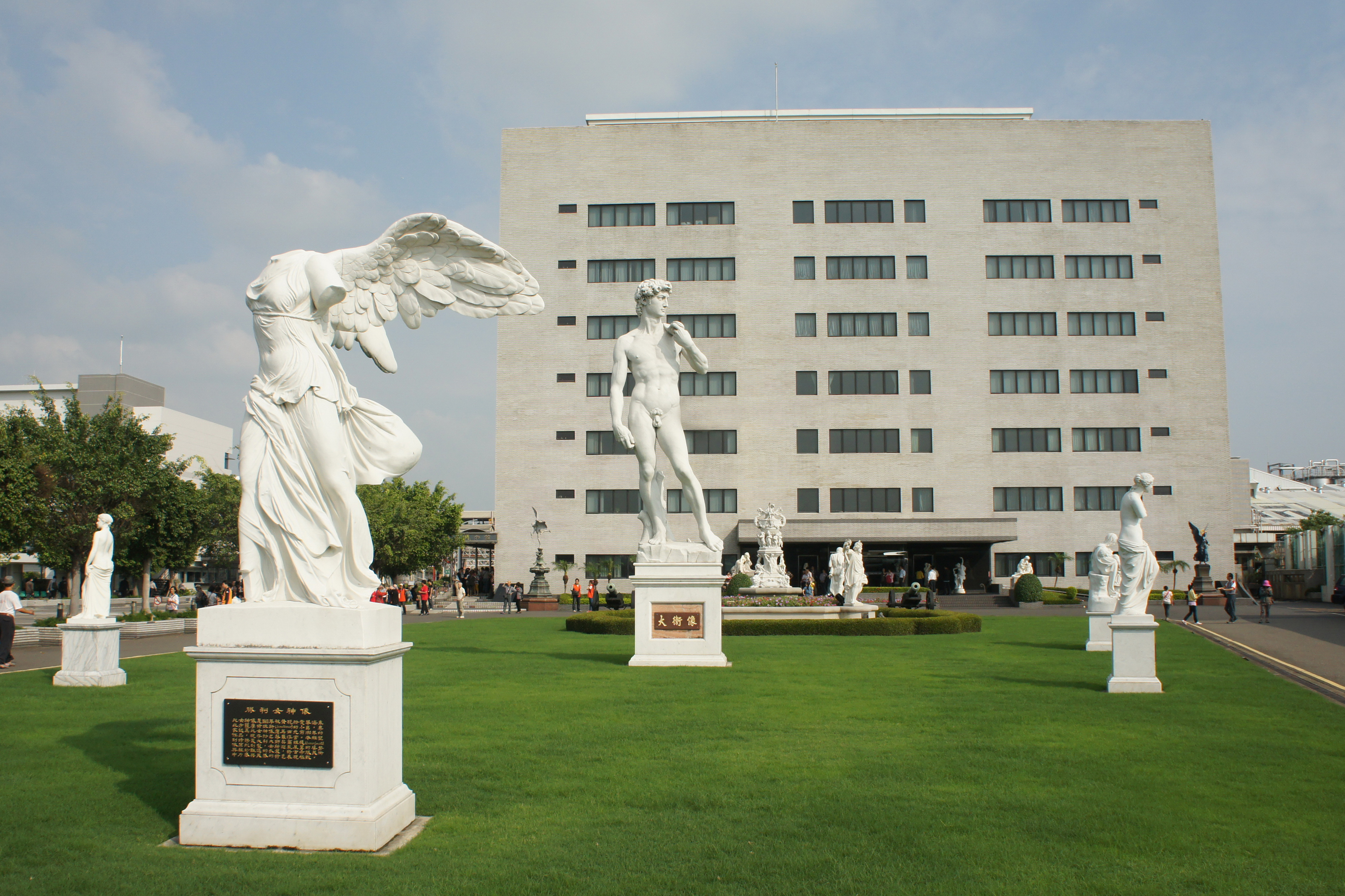
奇美博物館旧館（奇美実業ビル5-8階）

1977年に奇美文化基金会が設立され、1989年2月に奇美芸術資料館準備室が開設された。1992年、仁徳区奇美実業ビルの5階から8階で奇美博物館が開業し、同年4月1日から無料で一般公開された。2001年には台南科学園区に、人間が手作業から機械化に至る歴史に専門化した南科奇美博物館が開業した。2012年、台南都会公園内の建物が台南市政府に寄贈され、本館及び南科館の収蔵物は都会公園の新館に移転され、2015年1月1日に開業した。

### 新館
- 台南都会博物館園区奇美館: 台南市仁徳区文華路二段66号、2015年1月1日開業。地上二階、地下一階の建築。

### 旧館
- 本館: 台南県仁徳郷三甲村 (現在は台南市仁徳区三甲里) 59-1合、奇美実業ビル内。2013年5月閉館、展示品は新館に移転。
- 保利分館: 台南県仁徳郷仁徳村 (現在は台南市仁徳区仁徳里) 仁徳四街11号、閉館。
- 南科分館: 台南県新市郷 (現在は台南市新市区) 奇業路1号、南部科学工業園区内、閉館。

## 交通

### 道路
台1線342km地点、台86線台南IC付近。

### 航空
- 台南空港（約2km）

### 鉄道
- 台湾鉄路管理局
  - 保安駅

### バス
- 大台南公車[5]

| 番号      | 路線                                                   | バス停                       | 備考                            |
| --------- | ------------------------------------------------------ | ---------------------------- | ------------------------------- |
| 5         | 桂田酒店－市立医院／大甲里                             | 奇美博物館站                 |                                 |
| 紅3       | 台南公園（公園路）－台南航空站、高鉄台南站－關廟轉運站 | 台南都会公園站、奇美博物館站 |                                 |
| 紅3区間車 | 台南航空站－高鉄台南站－關廟轉運站                     | 台南都会公園站、奇美博物館站 | - 每日夜1便のみ。               |
| 紅3-1     | 保安轉運站－奇美博物館－台南航空站－保安轉運站         | 台南都会公園站、奇美博物館站 | - 奇美博休日バス。 - 循環運行。 |
| 紅4       | 台南公園（公園路）－後壁厝－奇美博物館                 | 奇美博物館站                 |                                 |
| H31       | 高鉄台南站－台南市政府／安平原住民文化会館             | 奇美博物館站                 |                                 |

- 高雄客運[6]

| 番号  | 路線                   | バス停       |
| ----- | ---------------------- | ------------ |
| 8046  | 台南火車站－高雄火車站 | 奇美博物館站 |
| 8046A | 台南火車站－高鉄左営站 | 奇美博物館站 |

- 高雄客運公路客運[6]

| 番号  | 路線                                                            | バス停       |
| ----- | --------------------------------------------------------------- | ------------ |
| 239   | 台南火車站－興達遠洋漁港                                        | 奇美博物館站 |
| 8042  | 高鉄台南站－旗山轉運站 （休日は台南航空站、奇美博物館まで延長） | 奇美博物館站 |
| 8042A | 高鉄台南站－阿蓮 （休日は台南航空站、奇美博物館まで延長）       | 奇美博物館站 |

### T-Bike (公共レンタサイクル)
- 奇美博物館周辺には3つのステーションがあり、それぞれ最大32台の自転車が利用可能。
  - 都会公園-文賢路站
  - 都会公園-文華路站
  - 都会公園-台1南停車場站

## 展示品

### 西洋美術
奇美博物館は西洋の油絵や彫刻を主に、1988年から各流派の様々な作品を収集してきた。ローマ帝国のモザイク芸術、ルネサンス、バロック、ロココ、新古典主義、ロマン主義、ポスト印象派などジャンルごとの名作を収蔵している。最も豊富なのは、19世紀フランスの絵画と彫刻である。

### 絵画

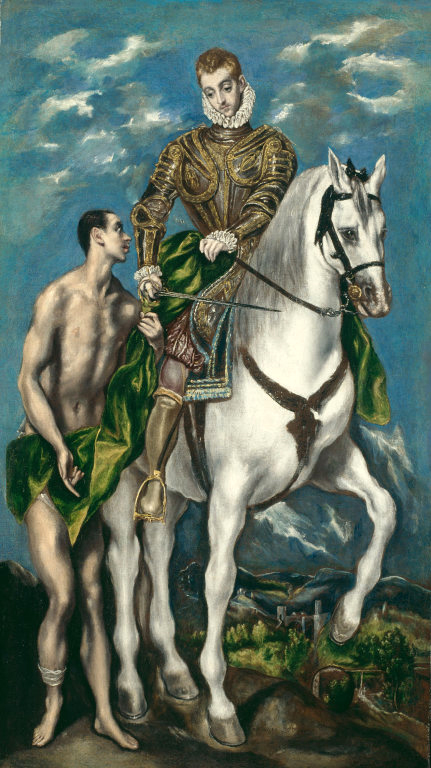
『聖マルティヌスと乞食』 エル・グレコ
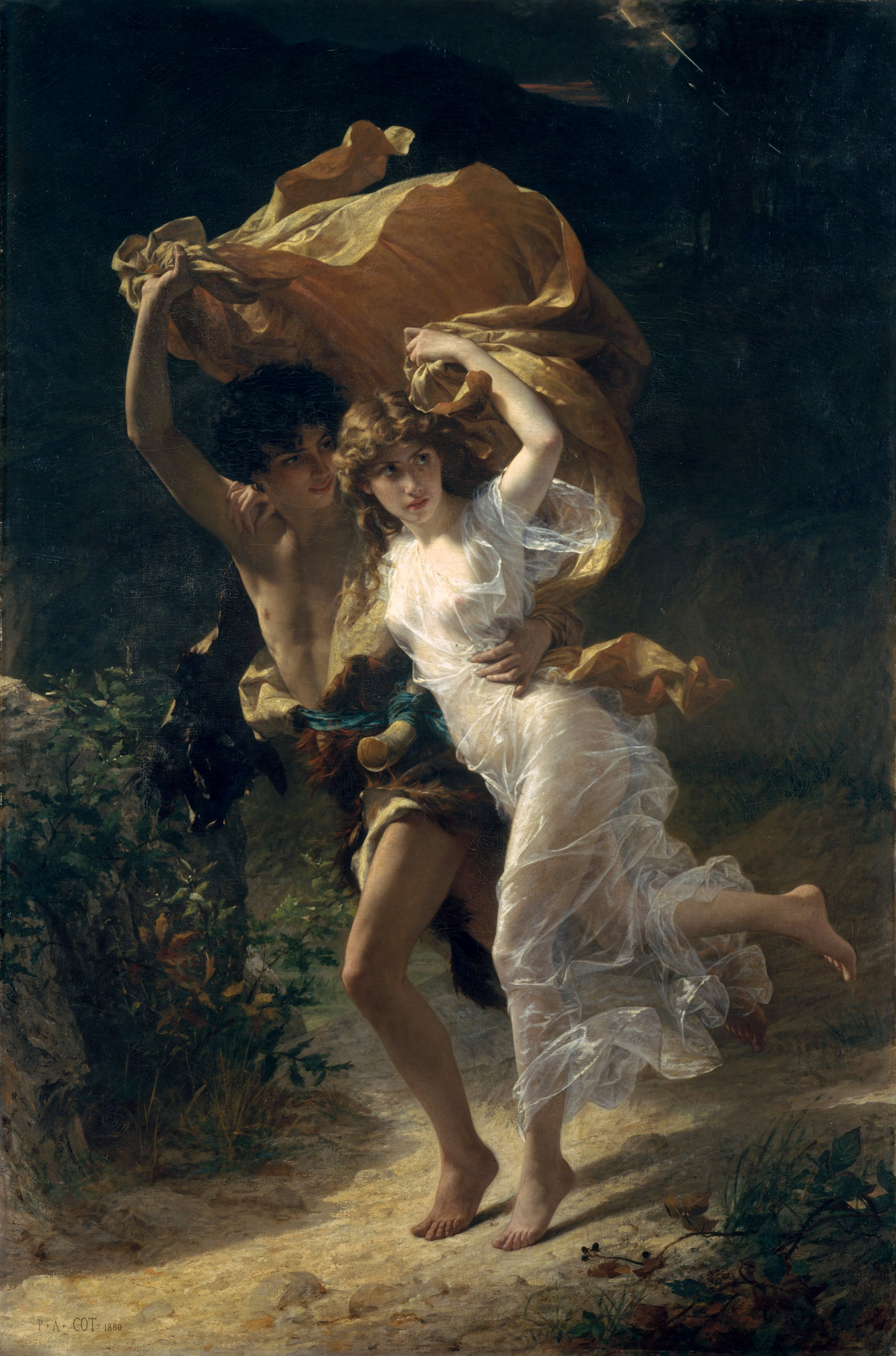
『嵐』 ピエール・オーギュスト・コット
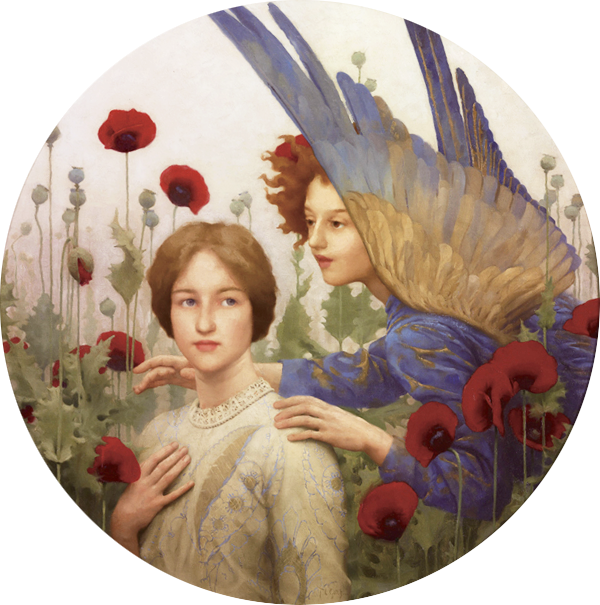
『お告げ』 トーマス・クーパー・ゴッチ
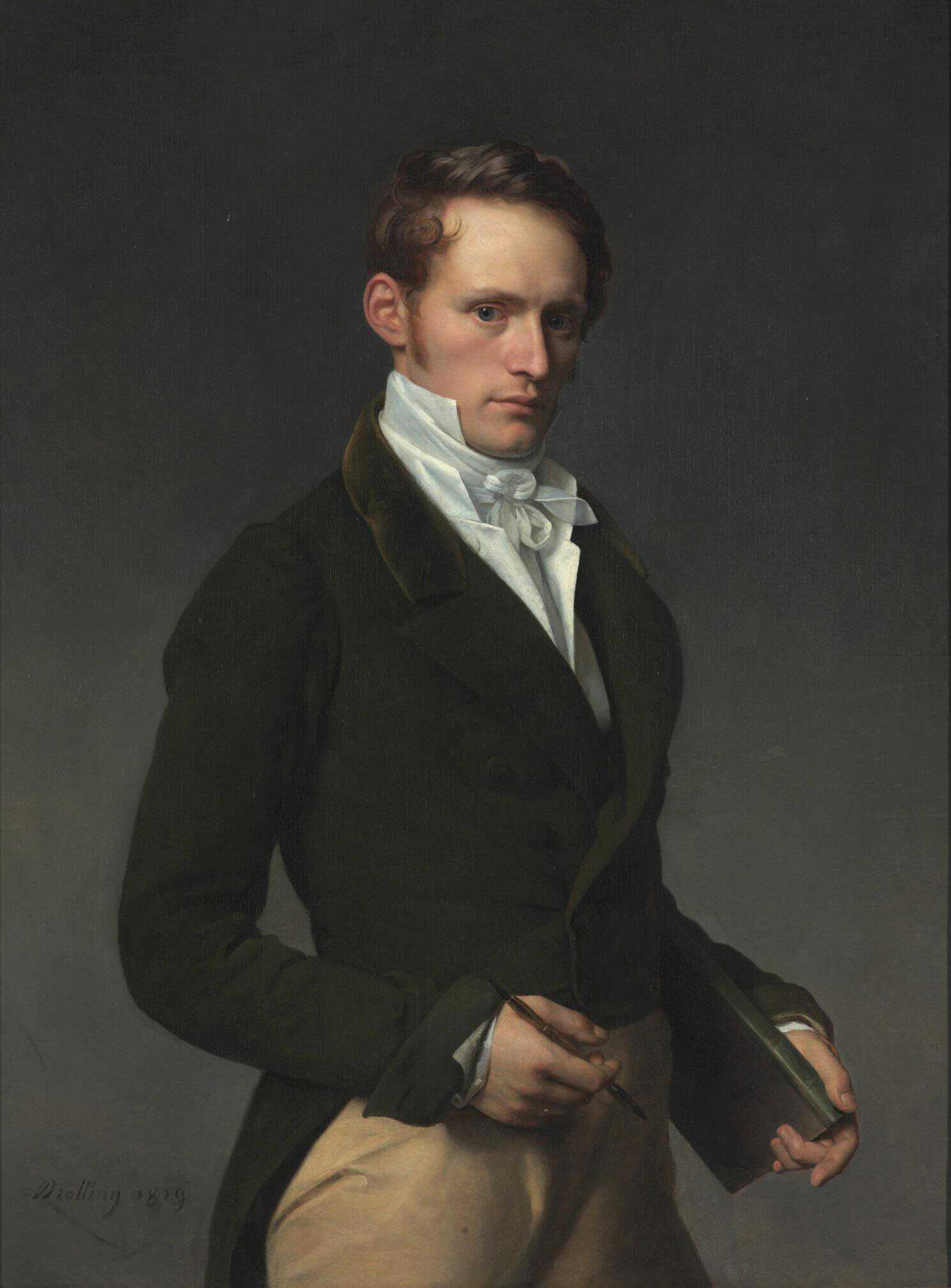
『芸術家の肖像』 ミシェル・マルタン・ドロラン
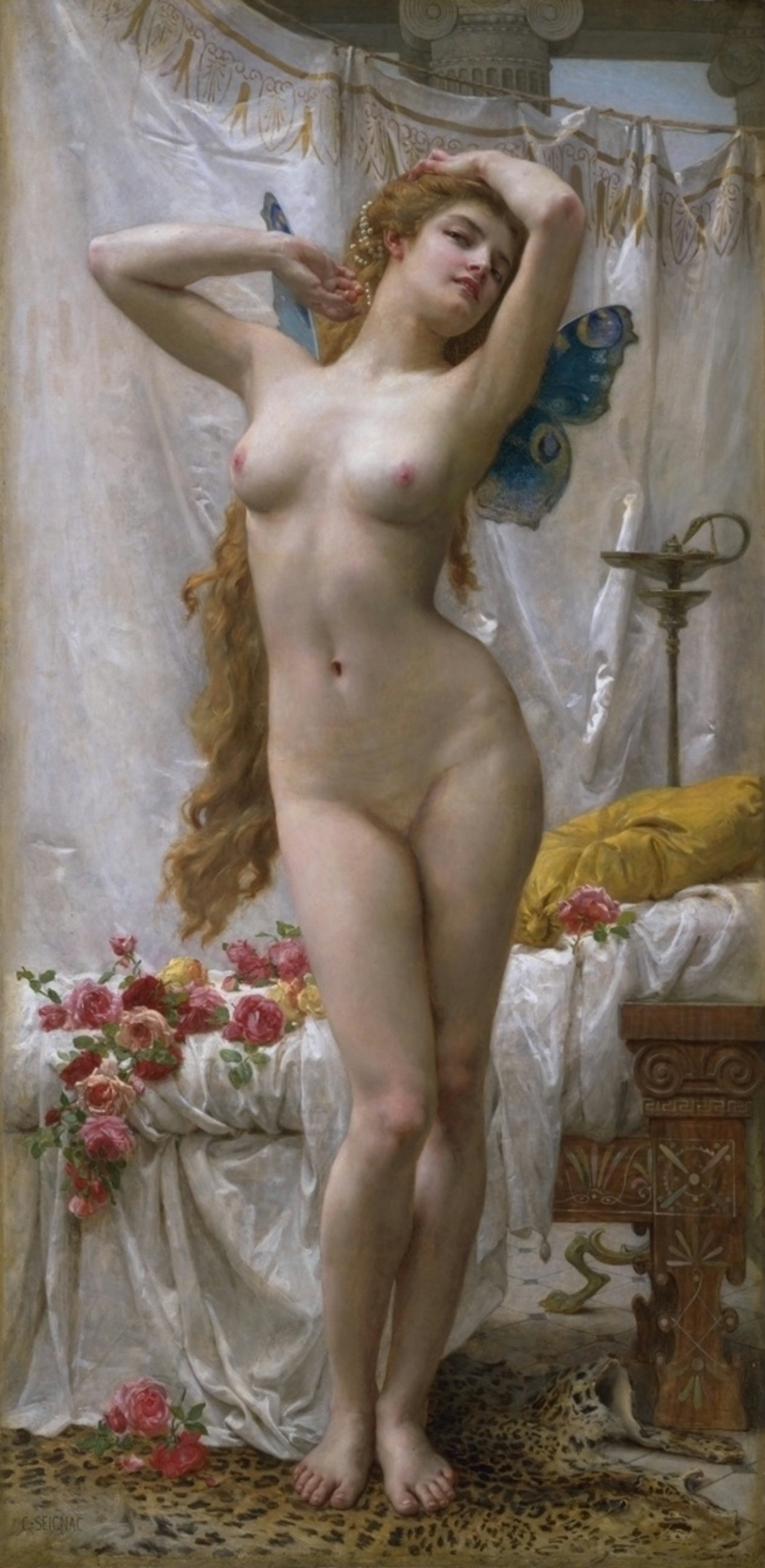
『寝起きプシューケー』
ギヨーム・セイニャク（英語版）
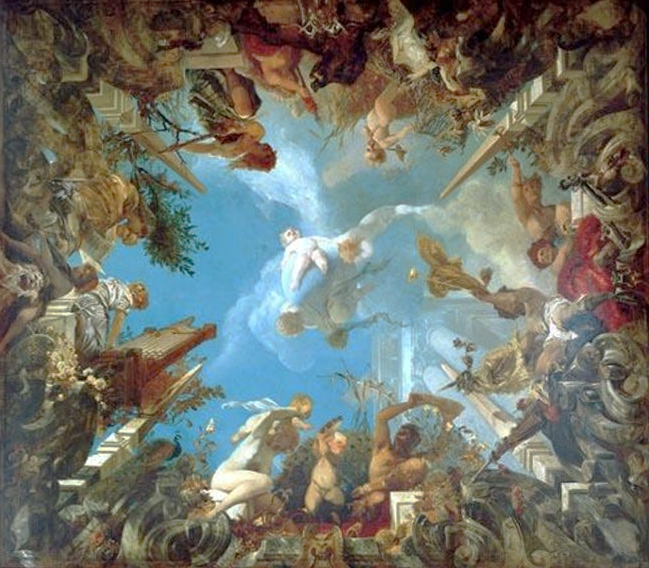
『音楽の四つのアレゴリー（天井繪）』 ハンス・マカルト
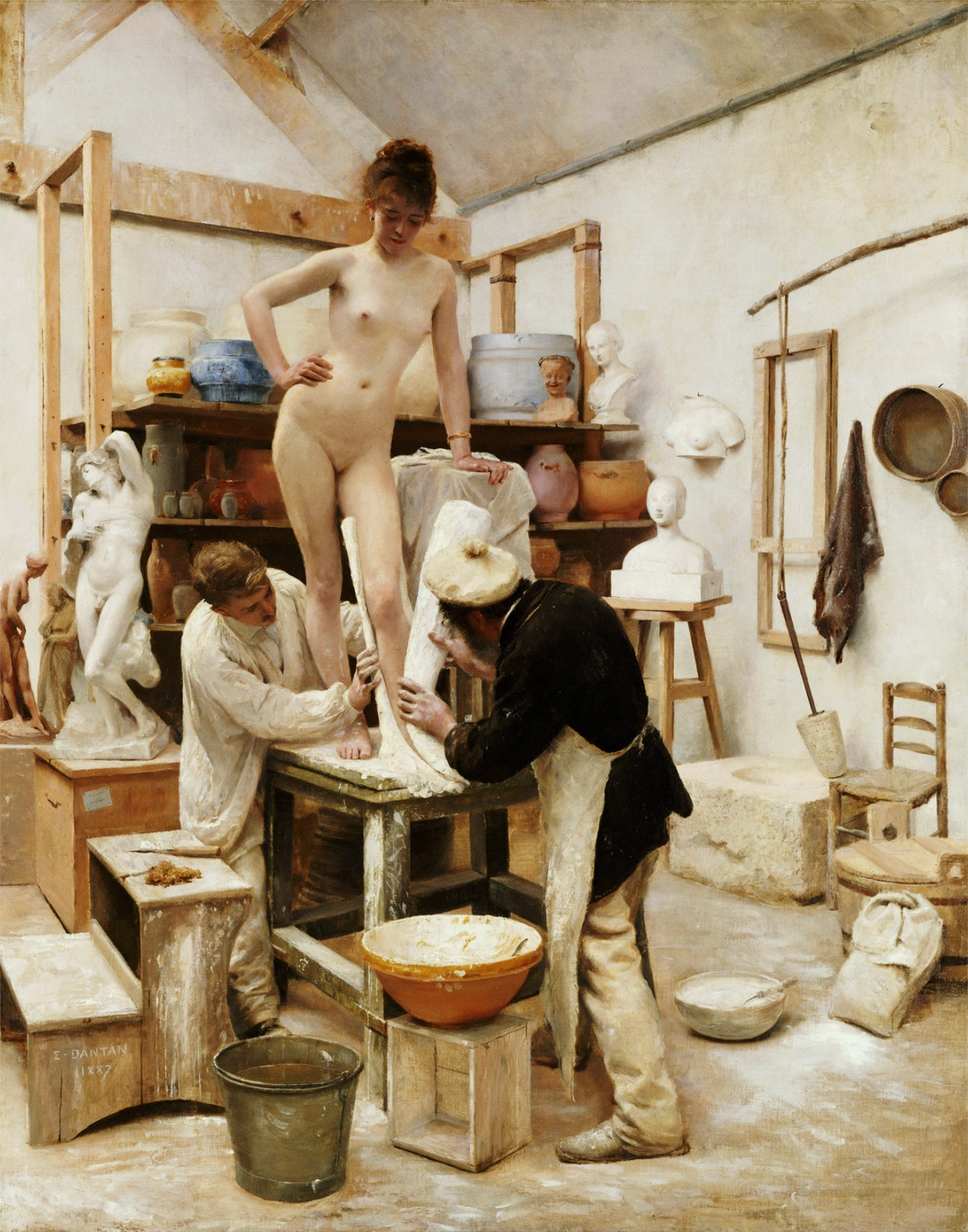
『人体からの型取り』 エドゥアール・ジョゼフ・ダンタン
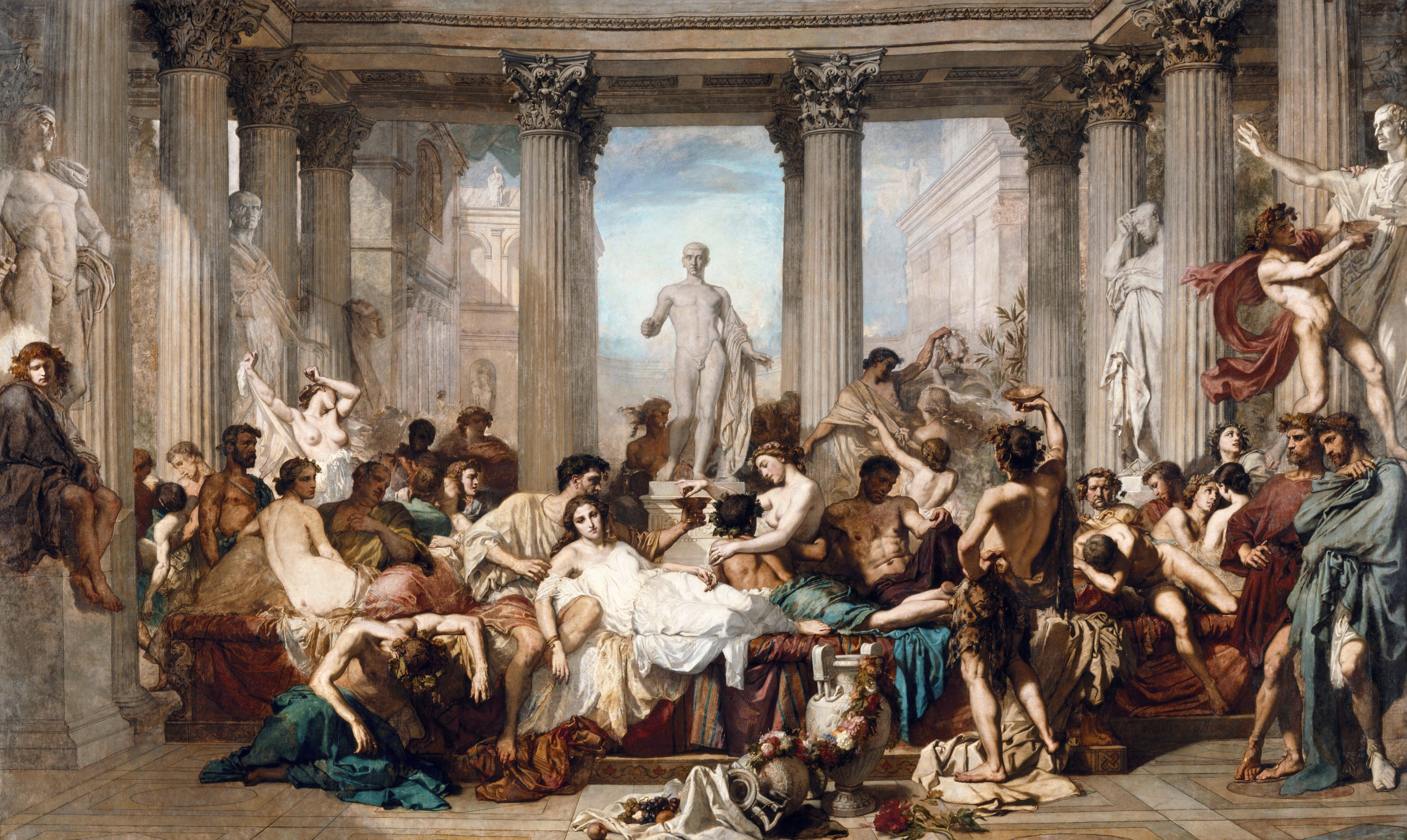
『退廃期のローマ人たち』 トマ・クチュール
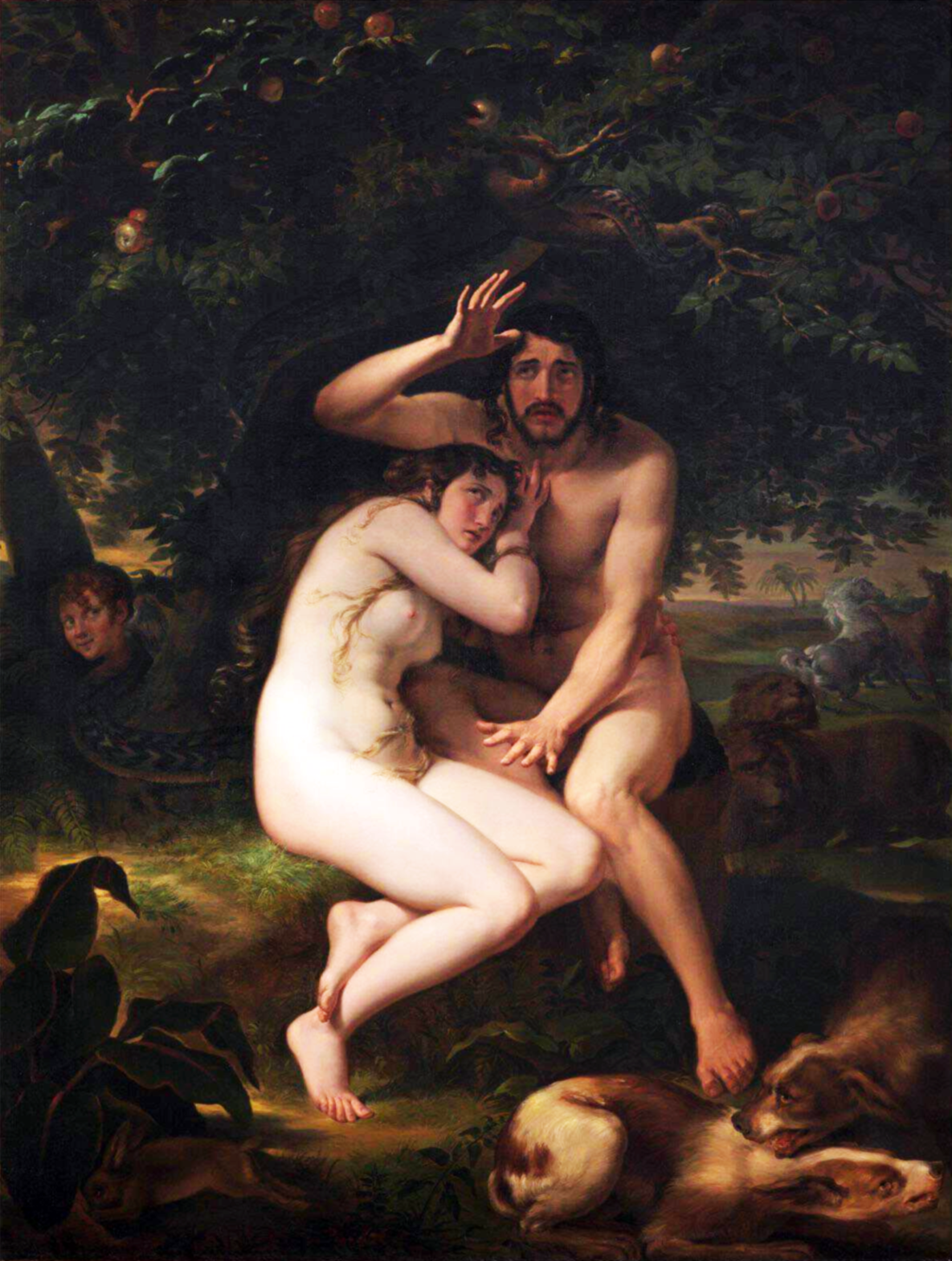
『アダムとイブ』
ジュゼッペ・ソーニ（英語版）
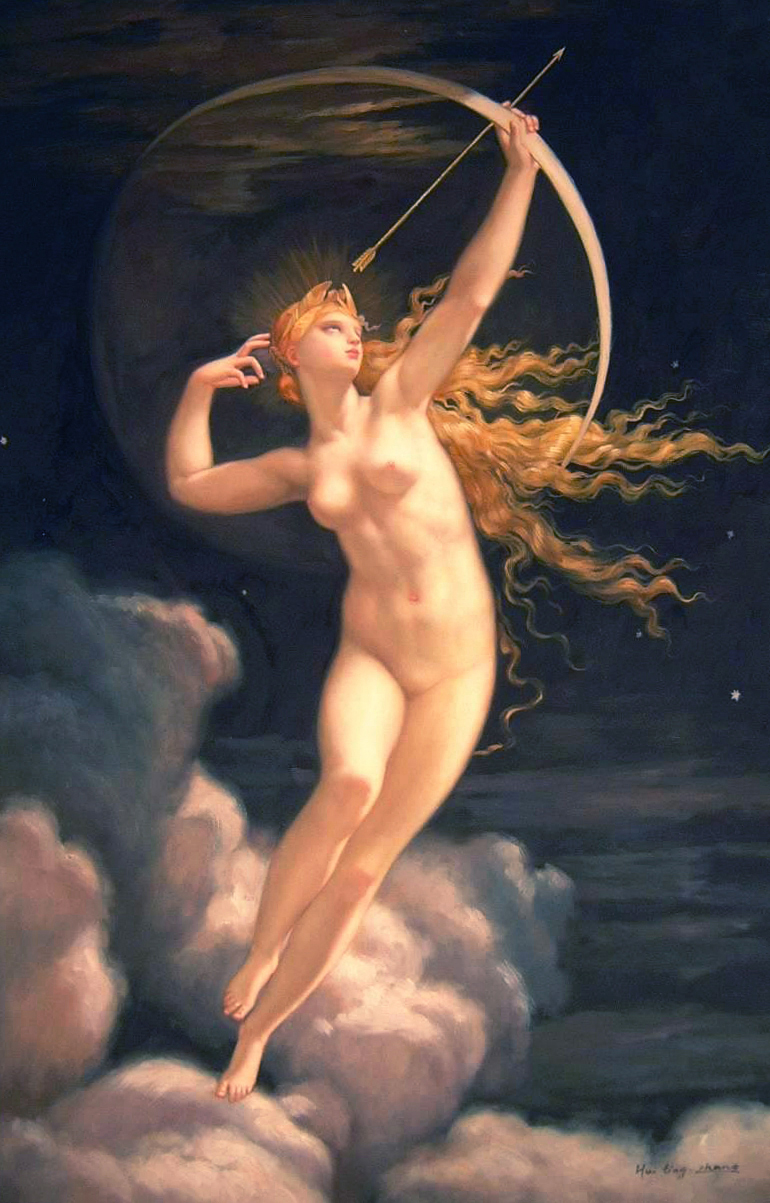
『月の女神セレーネー』 Jules Machard
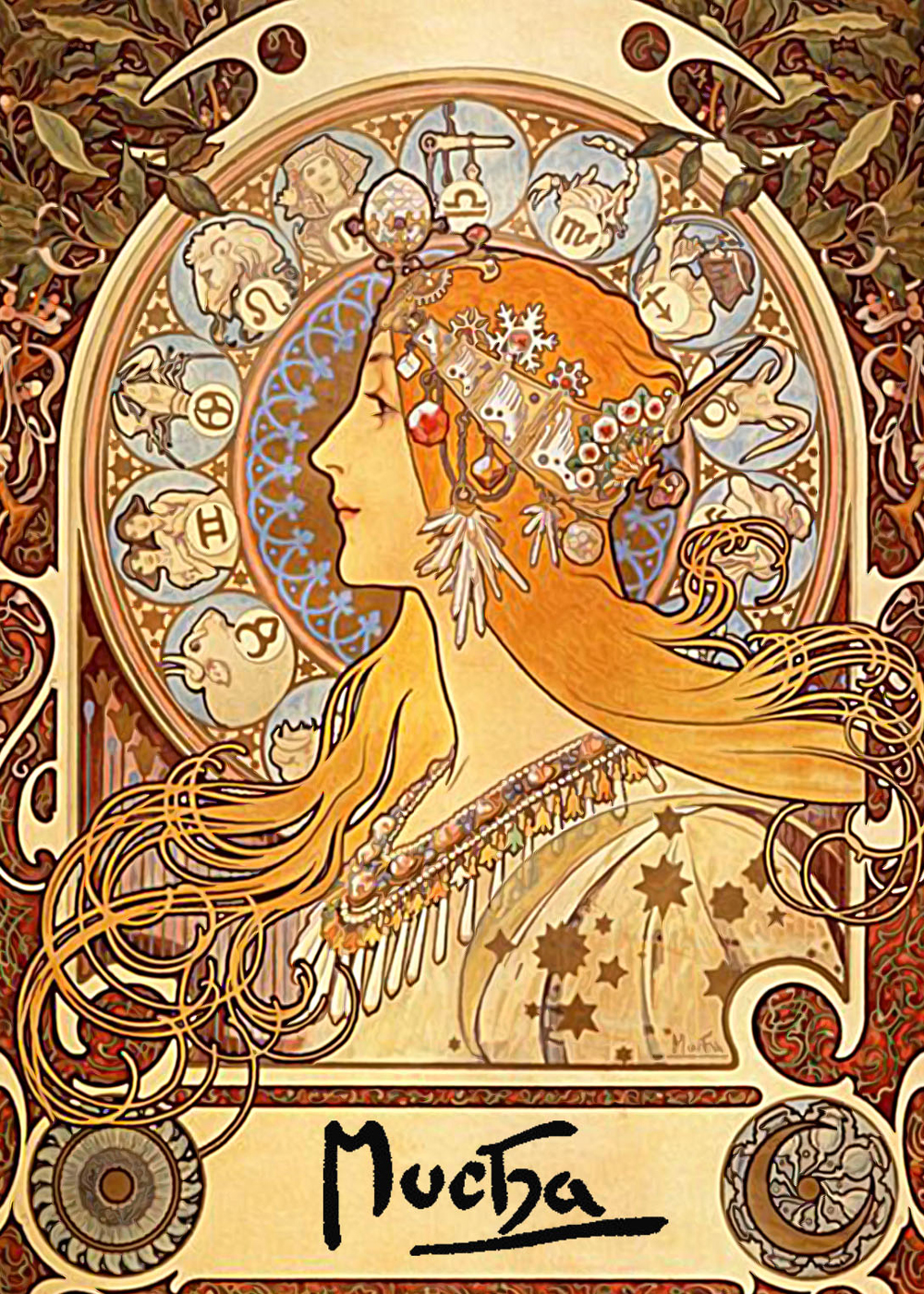
『黄道十二宮』 アルフォンス・ミュシャ
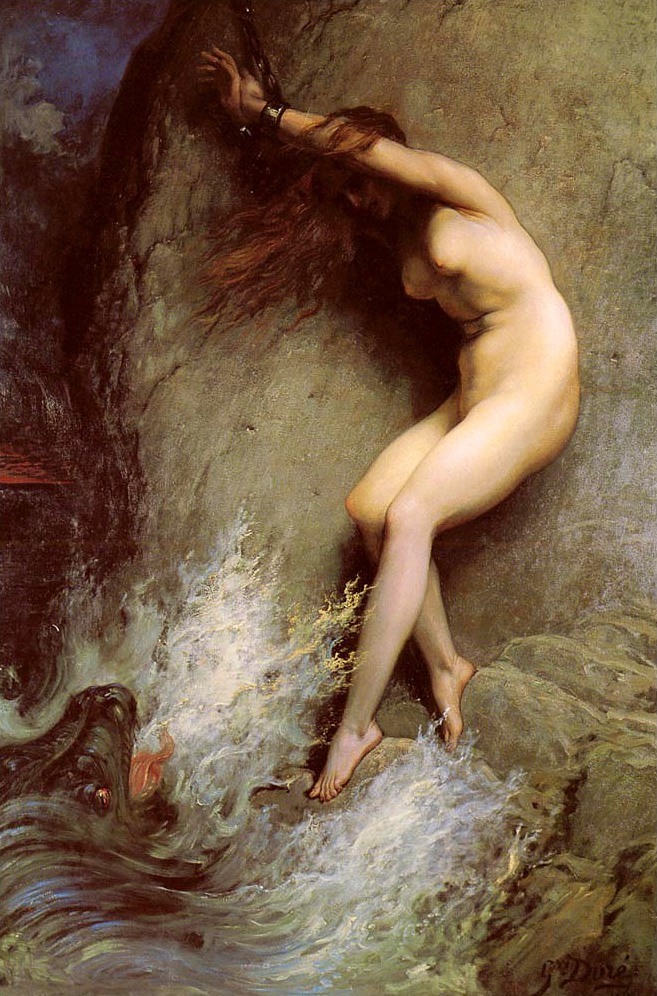
『アンドロメダー』 ギュスターヴ・ドレ
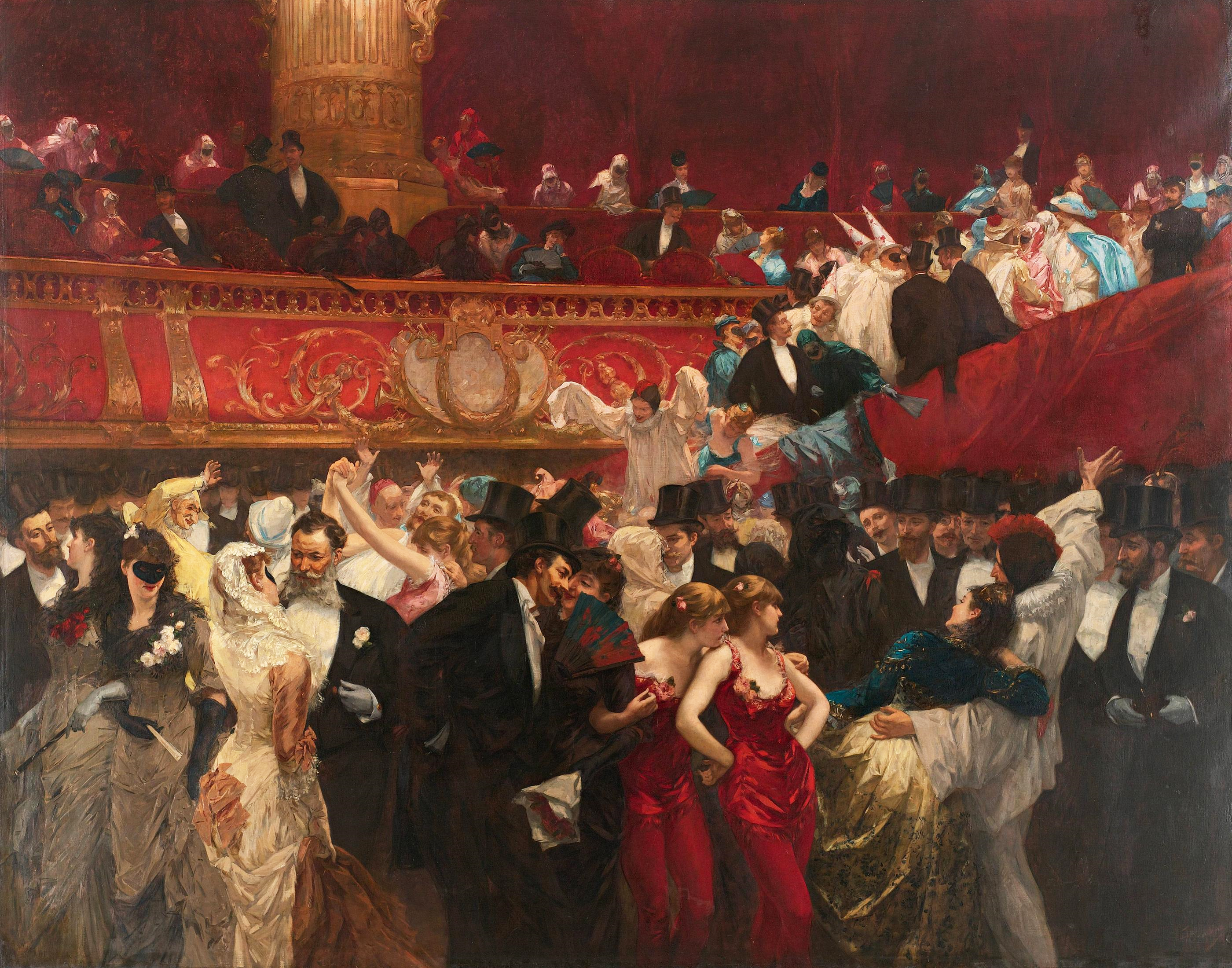
『仮面舞踏会』 シャルル・エルマン
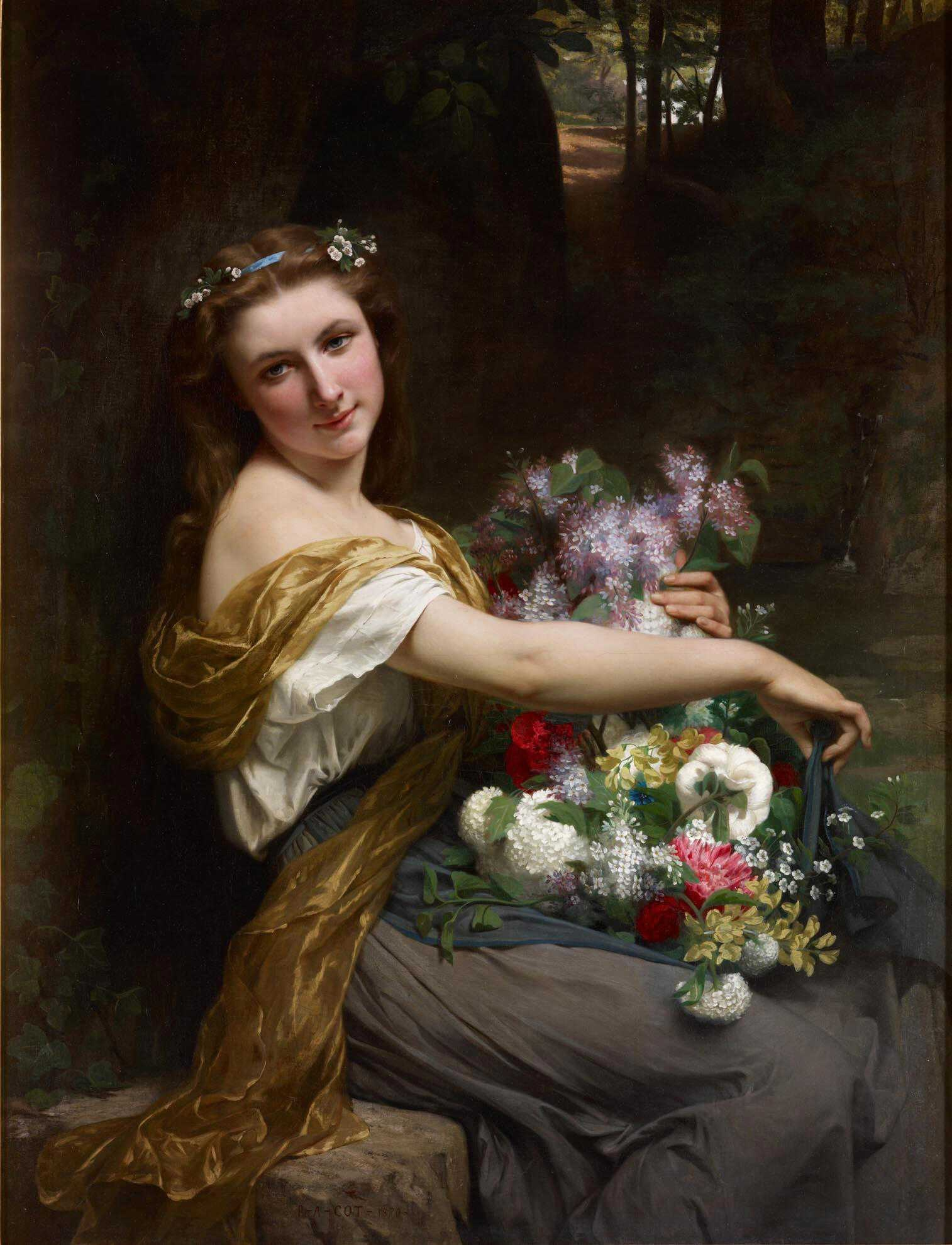
『ディオニューシア祭』 ピエール・オーギュスト・コット

#### 彫刻

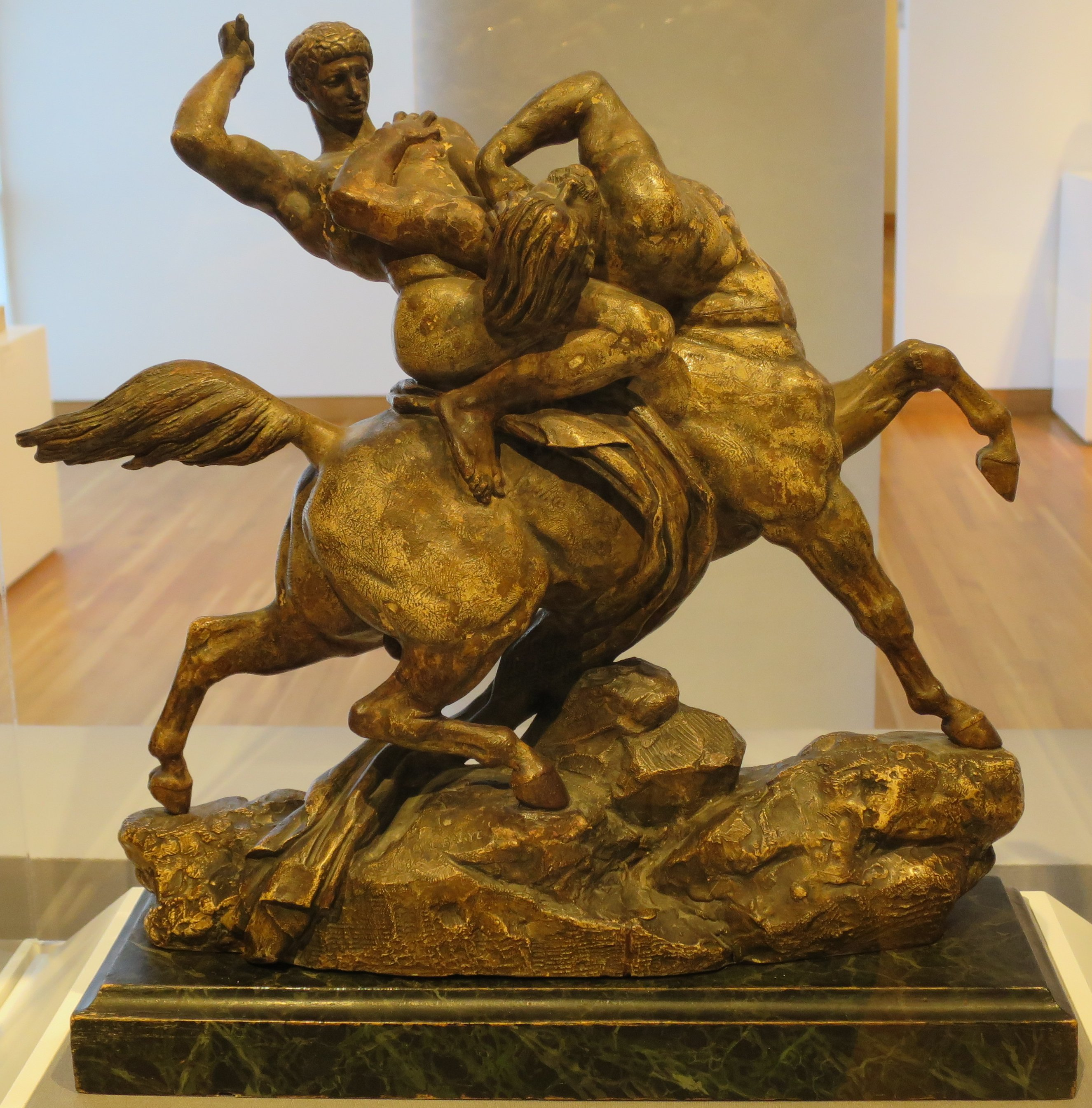
『Theseus Battling the Centaur』 アントワーヌ・ルイ・バリー
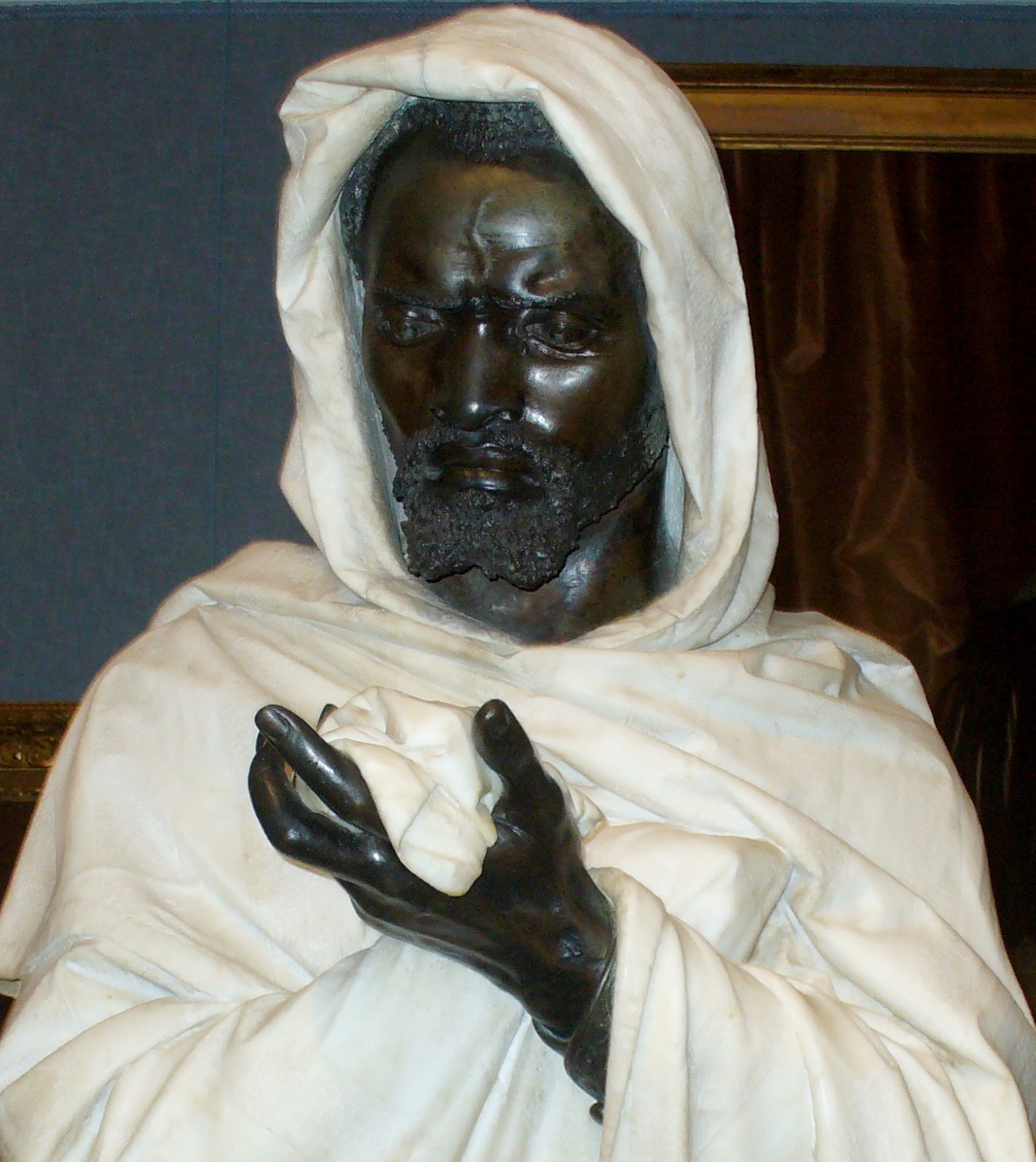
『オセロ』 ピエトロ・カルヴィ

### 兵器
数百年前の日本刀をはじめ、さまざまな種類の鎧などを収蔵する。中国、日本、ヨーロッパ、古代インド、ペルシア、アジア、中東、イスラムなどの兵器を収集している。

### 楽器
世界の様々なヴァイオリン属などを収蔵している。アントニオ・ストラディバリが製作した1730年のチェロ『Pawle』、1722年のヴァイオリン『Joachim－Elman』やジュゼッペ・グァルネリのヴァイオリン『Ole Bull』(1744年)、『Charles Philippe Lafont』(1733年)などがある。『Ole bull』は約3億新台湾ドルを投じて入手したもので、奇美博物館で最も価値の高いもののひとつとして知られている。奇美は450以上のヴァイオリン属を収蔵しているほか、その他の弦楽器、管楽器、鍵盤楽器、打楽器等も収集している。
自動楽器展示エリアではアメリカの1920年製自動ピアノなどを展示している。これはピアノ、マンドリン、フルート、木琴、太鼓、カスタネット、トライアングルおよび鳥の鳴き声などの楽器が合わさったものである。他に『3つのヴァイオリンとピアノの自動合奏楽器』などがある。

#### 楽器の貸し出し
様々な人が楽器を楽しめるように、収蔵のヴァイオリン等を著名な演奏家(ヨーヨー・マ、チョーリャン・リン、曾宇謙（中国語: 曾宇謙）等)に無料で貸し出している。

### 骨董品
エジプト、メソポタミア、古代ギリシア、古代ローマ、中国、イスラム教、仏教等の骨董品がある。

### 自然史
動物エリアには2000体以上の標本がある。展示エリアは北アメリカ、アフリカ、北極、南極、南アメリカ、オーストラリア、インド、ヨーロッパ、台湾、鳥類、化石、隕石などに分かれている。

## 奇美愛楽管弦楽団
奇美管弦楽団は2003年に設立され、毎年コンサートツアーを行っている。2007年に常設の楽団とすることが決定され、組織の改編が行われ、併せて名称を奇美愛楽管弦楽団 (Chimei Philharmonic Orchestra)に変更した。楽団員は博物館の収蔵する楽器を使用することもできる。